# Sydshetlandsöarna

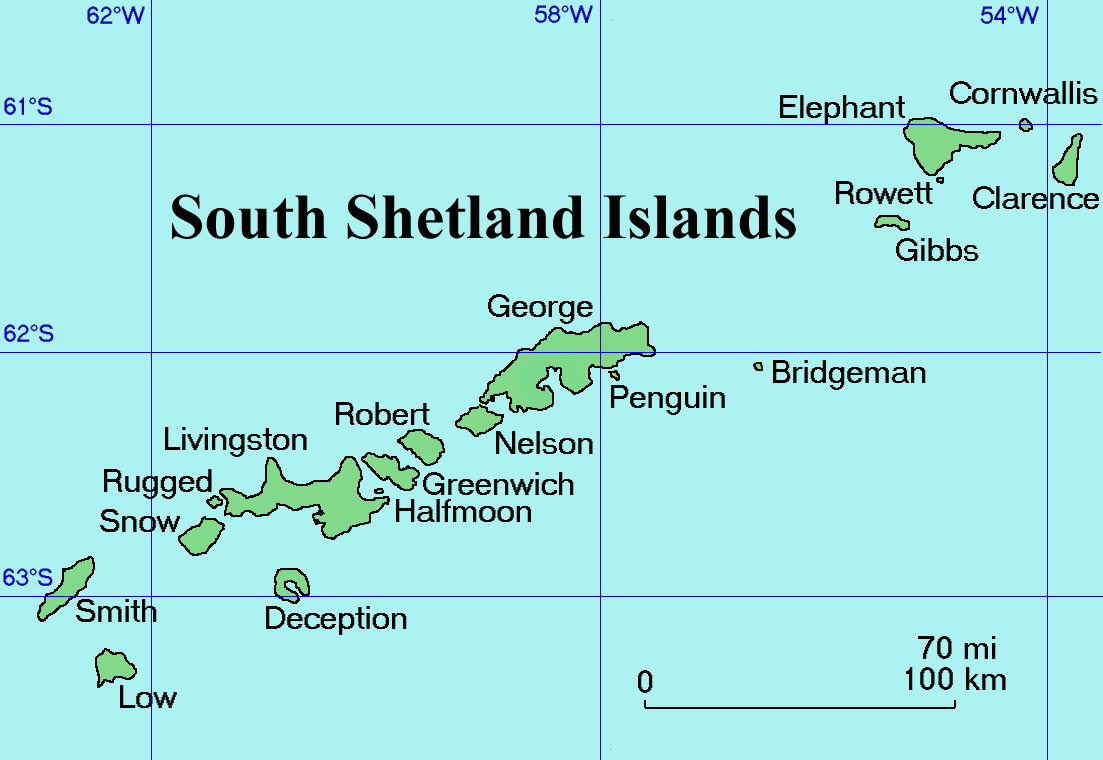
Karta över Sydshetlandsöarna

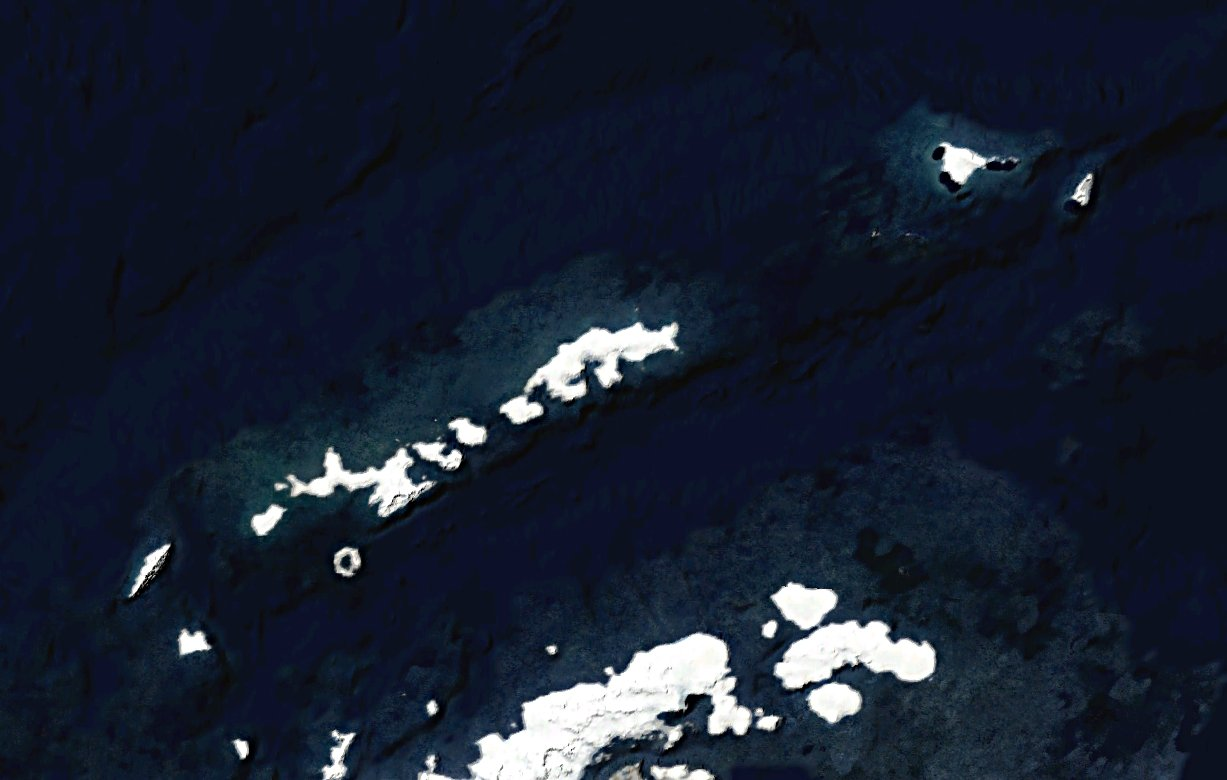

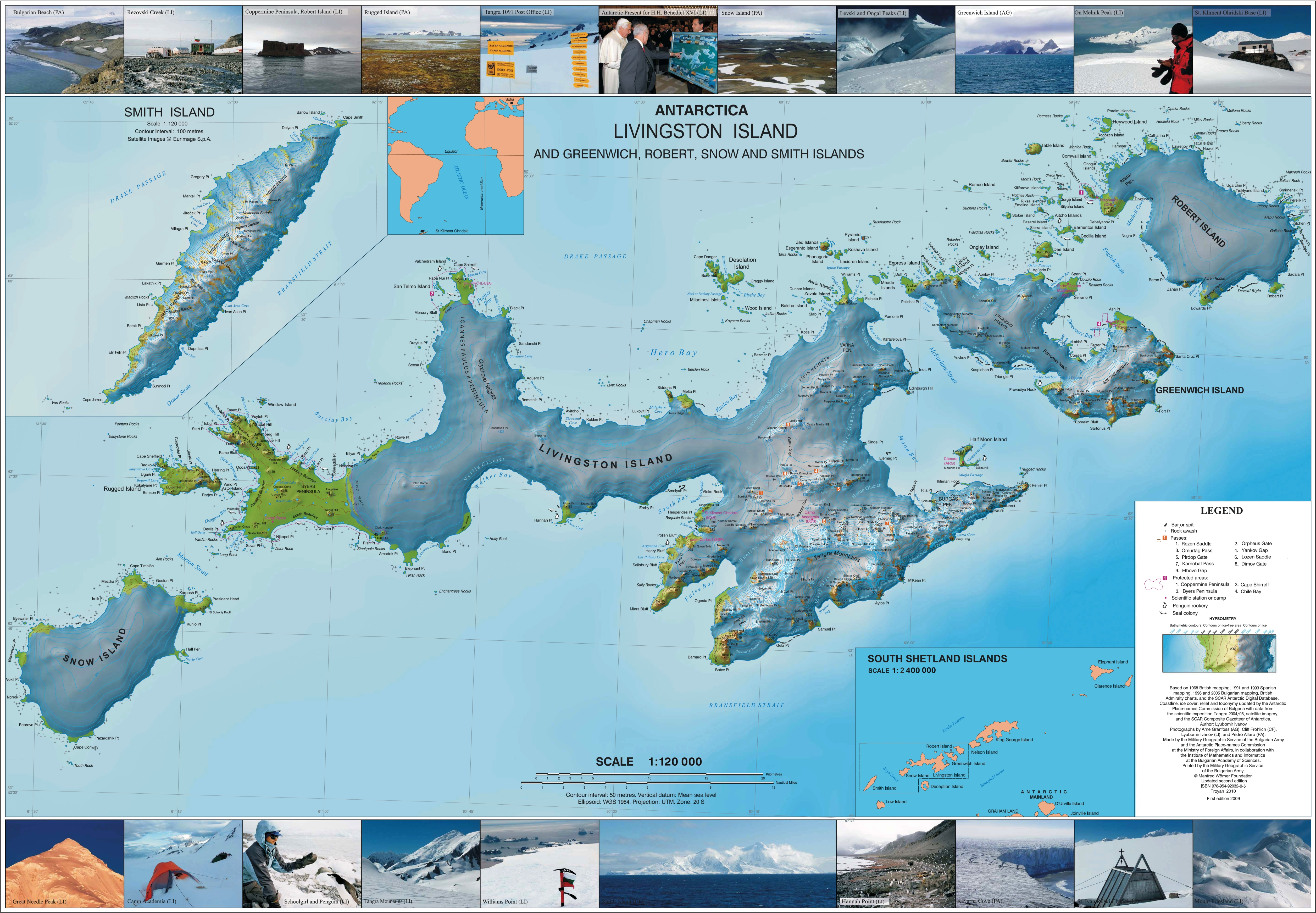
Topografisk karta över Livingstonön, Greenwichön, Robertön, Snowön och Smithön.

Sydshetlandsöarna (engelska: South Shetland Islands) är en ögrupp strax norr om Antarktiska halvön och ett område inom Brittiska Antarktis. Storbritannien, Argentina och Chile gör anspråk på ögruppen, men enligt Antarktisfördraget tillhör öarna ingen stat.

## Geografi
Ögruppen består av elva stora och många små öar med en sammanlagd area av 3 687 km². Den skiljs från kontinenten Antarktis av det 150 kilometer breda Bransfieldsundet. På ögruppen finns aktiva och vilande vulkaner och cirka 80 procent av ytan är täckt med glaciär. Högsta höjden finns på Mount Foster som ligger på cirka 2 105 m.ö.h.. De är obebodda och förvaltas för närvarande direkt från Storbritannien av FCO (Foreign and Commonwealth Office).

## Historia
Möjligen blev Sydshetlandsöarna upptäckta av Dirk Gerritz som seglade i området 1599. Säkert är däremot att William Smith såg dem 1819 när han seglade vilse söder om Kap Horn. Ett år senare seglade Edward Bransfield ut med William Smith som guide för att kartlägga ögruppen. Den 16 oktober 1820 var Bransfield den förste som gick i land. Han kallade ön King George Island och utforskade även de omliggande havsvägarna. Den följande tiden präglades av val- och säljägare som dödade tusentals djur. Storbritannien gör anspråk på området sedan 1819 och införlivade öarna ensidigt 1908 i området Falklandsöarna.
I dag finns på Sydshetlandsöarna många forskningsstationer. Klimatet är för området jämförelsevis varmt och ögruppen ligger i närheten av Sydamerika. Under antarktiska sommaren kommer olika turistskepp till Sydshetlandsöarna, men en del områden är på grund av skyddsåtgärder inte tillgängliga.

## Öarna
De största (eller mest kända) öarna, listade från norr till söder:
- Elefantön
- Clarence Island
- King George Island (Största ön. Argentinskt namn: Isla 25 de Mayo)
- Nelson Island
- Robert Island
- Greenwich Island
- Half Moon Island
- Livingston Island (näst största ön)

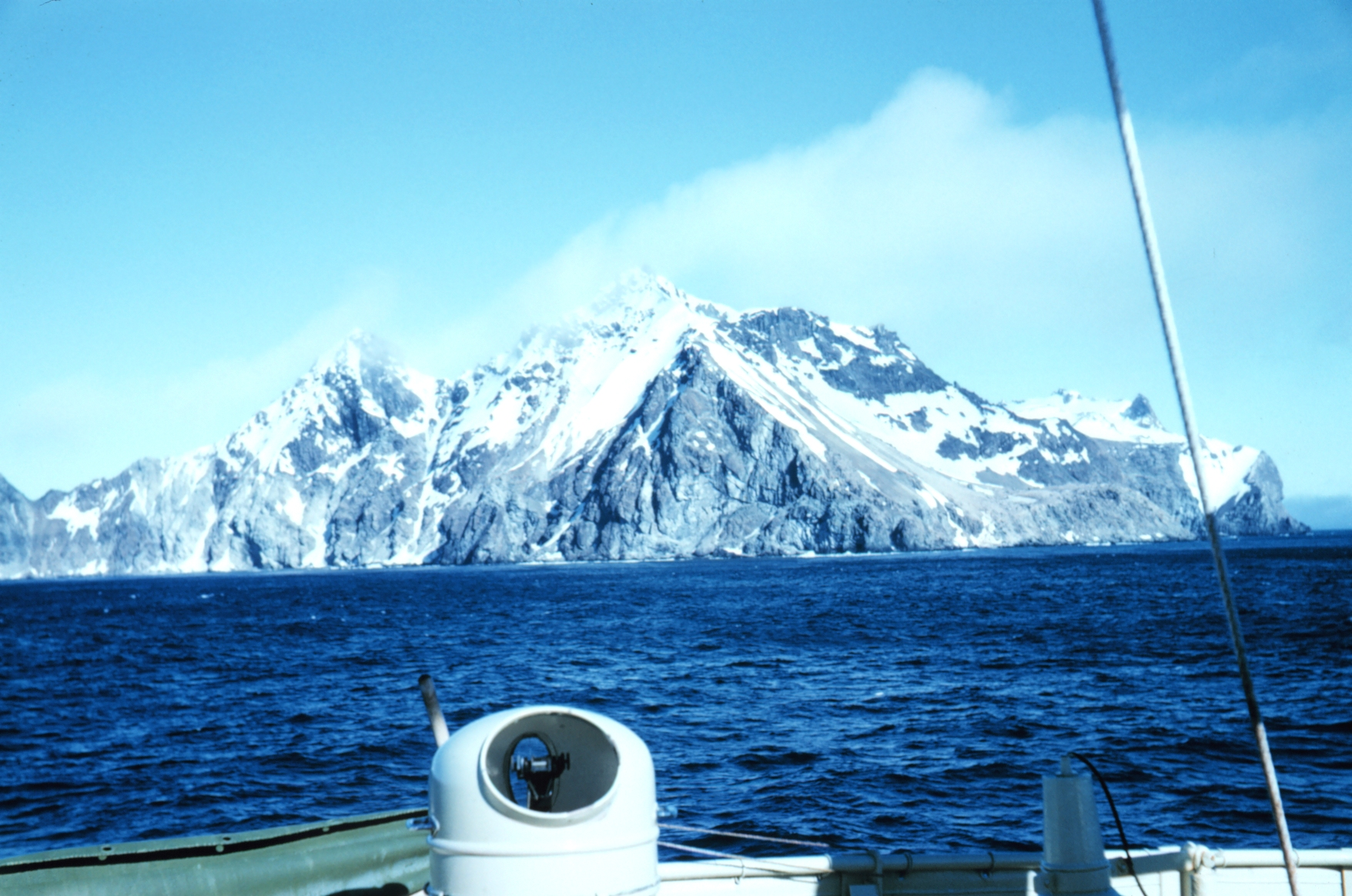
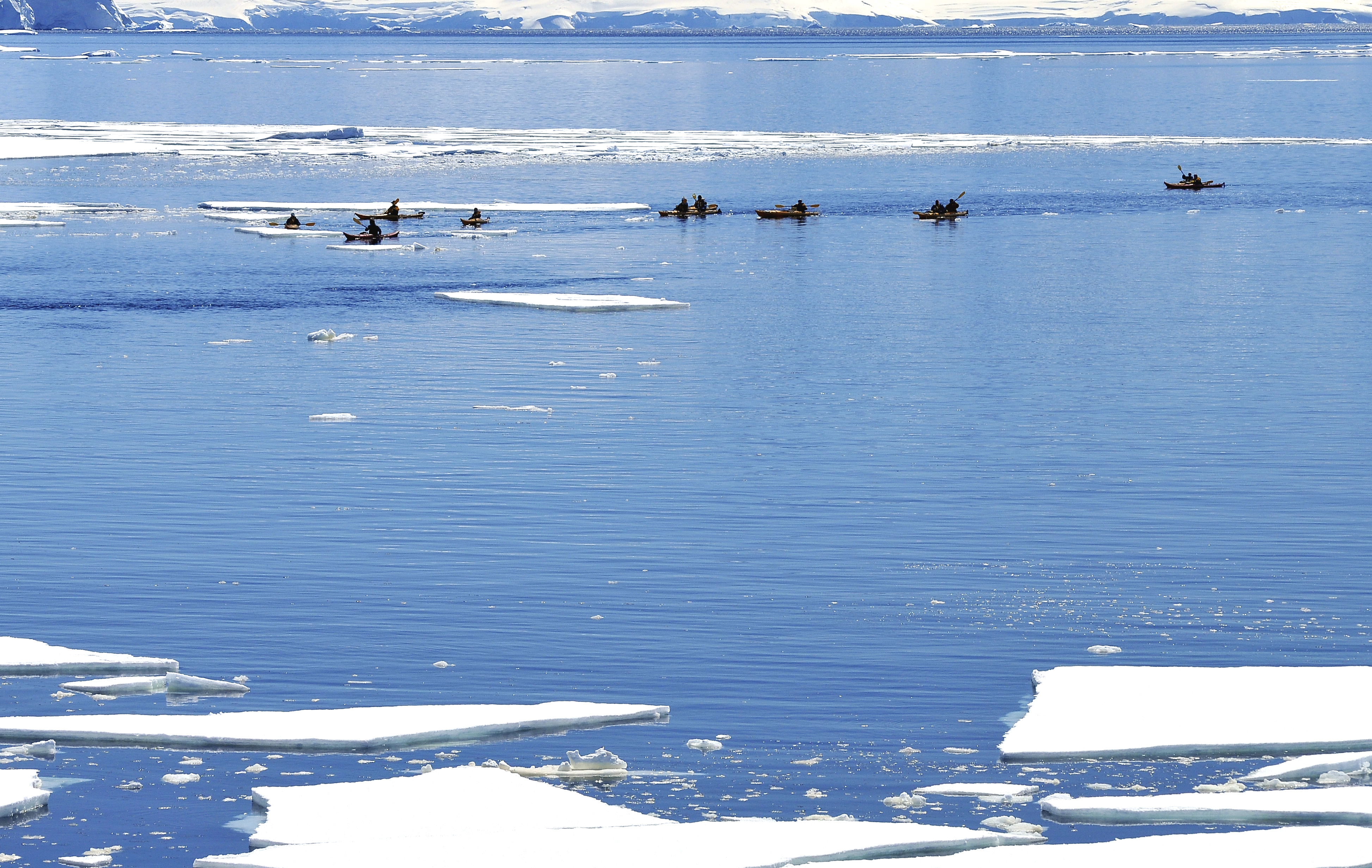
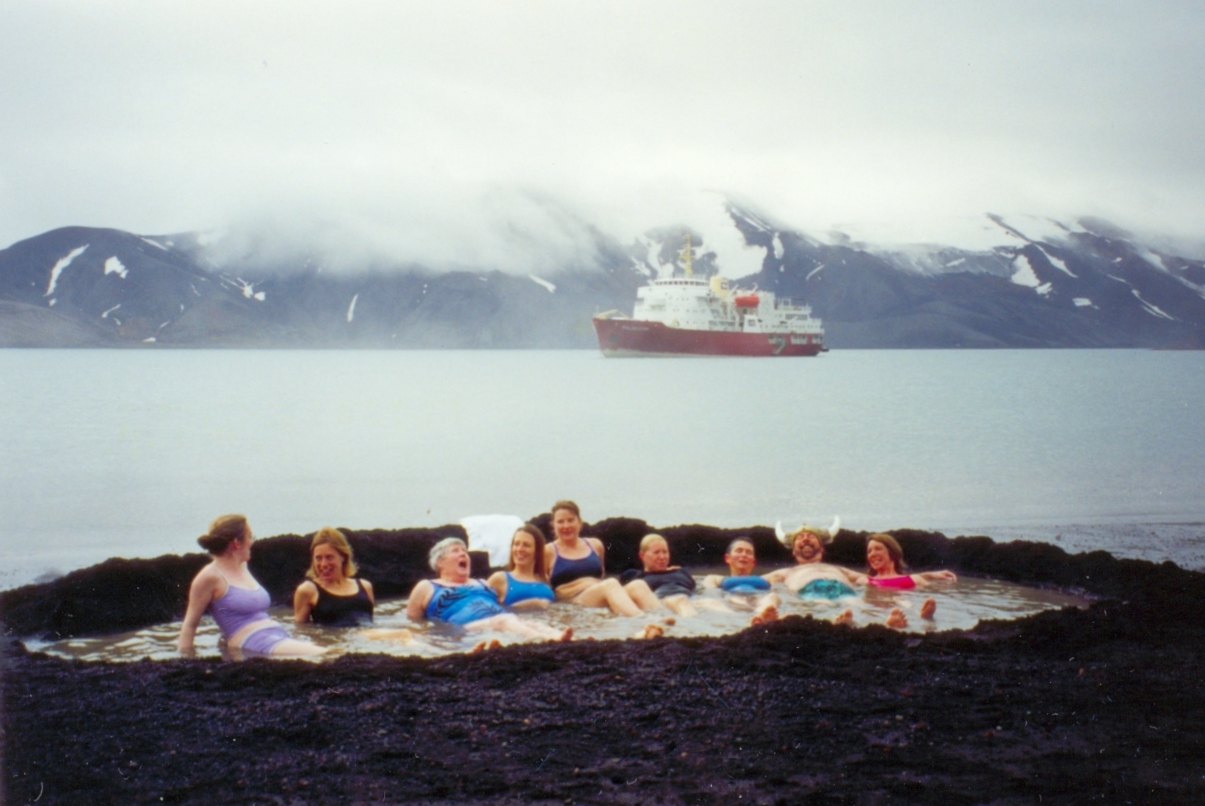
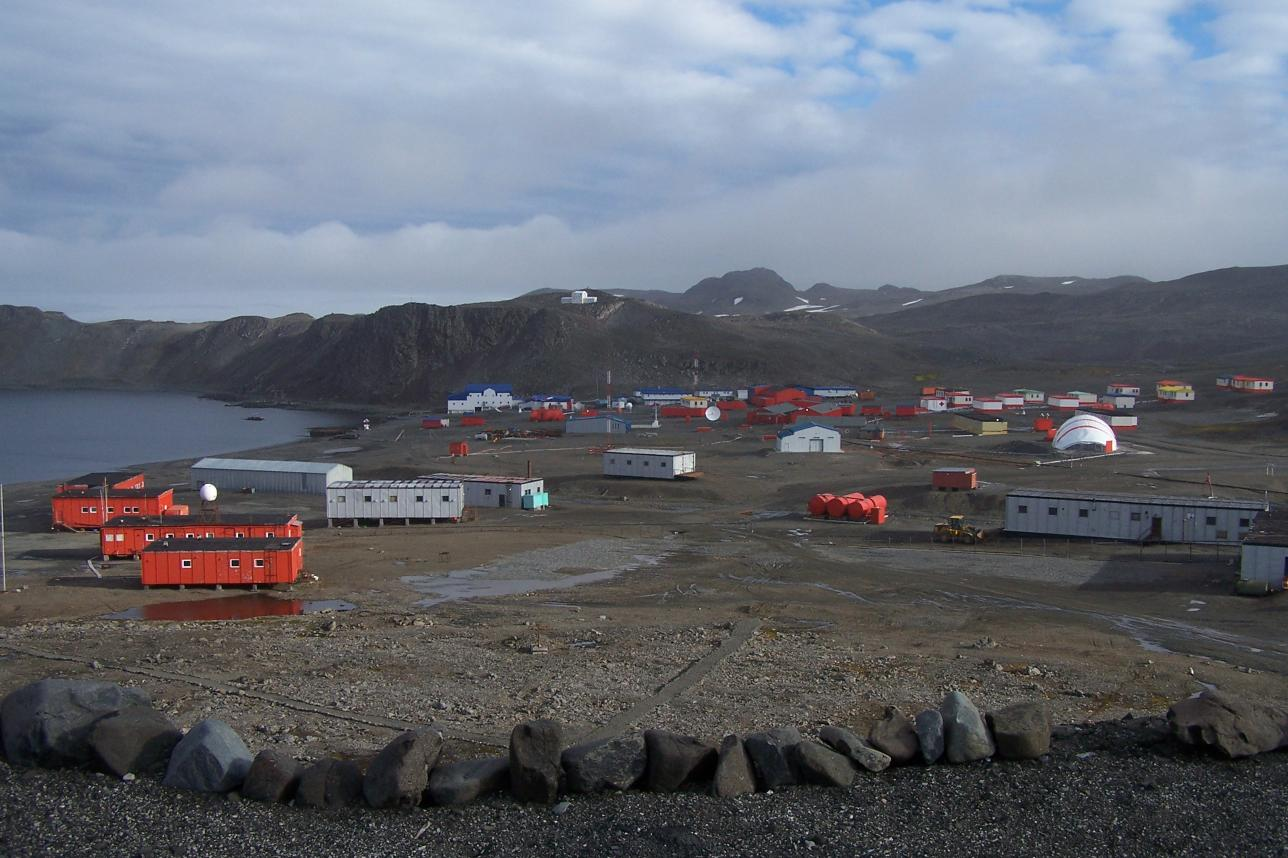

- Snow Island
- Smith Island
- Deception Island
- Low Island